# Deadpan

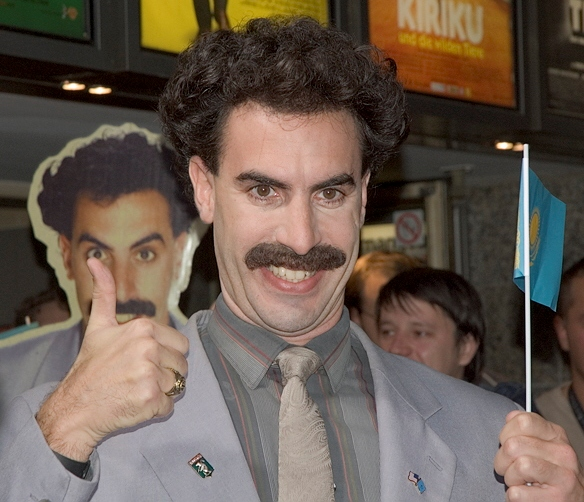
Борат Сагдиев в исполнении Саши Барона Коэна

Deadpan (от англ. dead «мёртвое» + англ. pan — дословно — «сковорода», жарг. «лицо»; «невозмутимый»), он же dry humour (от англ. dry «сухой» + англ. humour «юмор») — комедийный приём, заключающийся в намеренном непроявлении эмоций. Комедийный эффект достигается за счет контраста между подачей материала и его абсурдностью. Deadpan хорошо сочетается с лаконичными и ироничными формами юмора.

## Этимология
В 1908 году в одном из интервью антрепренёр Джордж Кохан сравнил лица актрис одного английского театра с «остывшими сковородками» («dead-their pans») за отсутствие мимики и эмоций во время выступлений. Тогда Кохан говорил лишь про актерское мастерство, не касаясь комедийной составляющей. Она появилась в 1915 году в статье о бейсболисте Джине Вудберне. Словами «Dead pan» автор статьи Роджер Бреснахан обозначил умение Вудберна сохранять серьезное лицо во время шуток с использованием чревовещания. Благодаря этой невозмутимости Вудберна обман раскрывался в самый последний момент.
В 1928 году журналист и театральный агент Фрэнк Дж. Уилстах составляет словарь театральных терминов, где упоминает слово Deadpan в значении «играть роль с невыразительным лицом, как, например, Бастер Китон».

## Deadpan в комедии

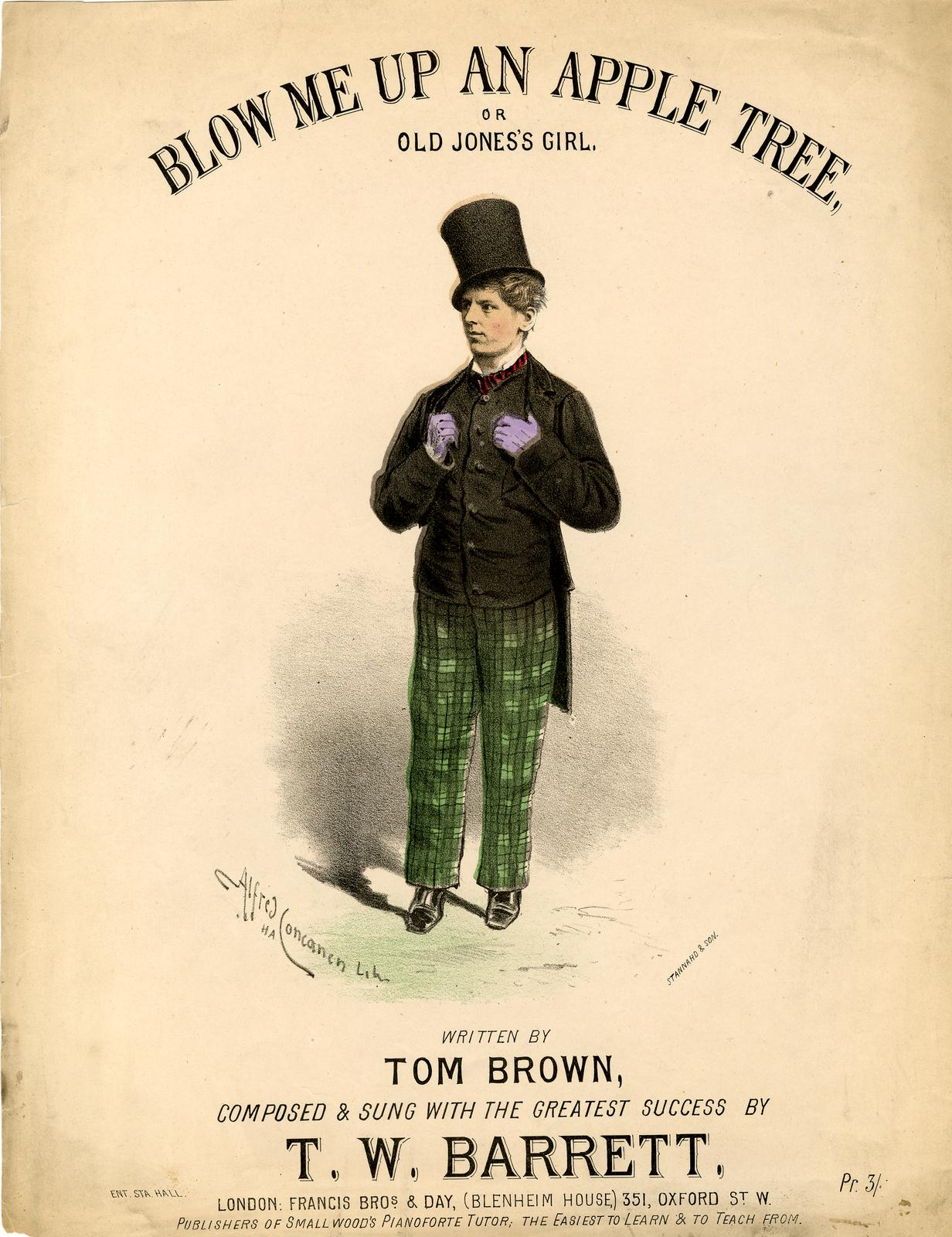
Афиша выступлений Томаса Уильяма Барретта

Считается, что первым Deadpan-комиком был англичанин Томас Уильям Барретт, который ещё в 1880-х подавал свои шутки без улыбки на лице.
В 1910-х актер водевилей Бастер Китон заметил, что зрители лучше реагируют, когда шутка произносится с каменным лицом. Этот приём Китон сделал своей «визитной карточкой» и перенес его в немое кино, где он и прославился.
Американский фильм 1928 года «The Beau Brummels» считается первой Deadpan-комедией в истории кино. Все шутки актеры произносили с серьезным лицом:
— 20 человек стояли под зонтом и никто из них не промок
— Как так вышло?
— Дождя не было
Нередко deadpan связывают с «британским юмором». Известные английские комики Роуэн Аткинскон, Саша Барон Коэн, Джон Клиз и вся труппа «Монти Пайтон» использовали невозмутимость в скетчах и комедиях.

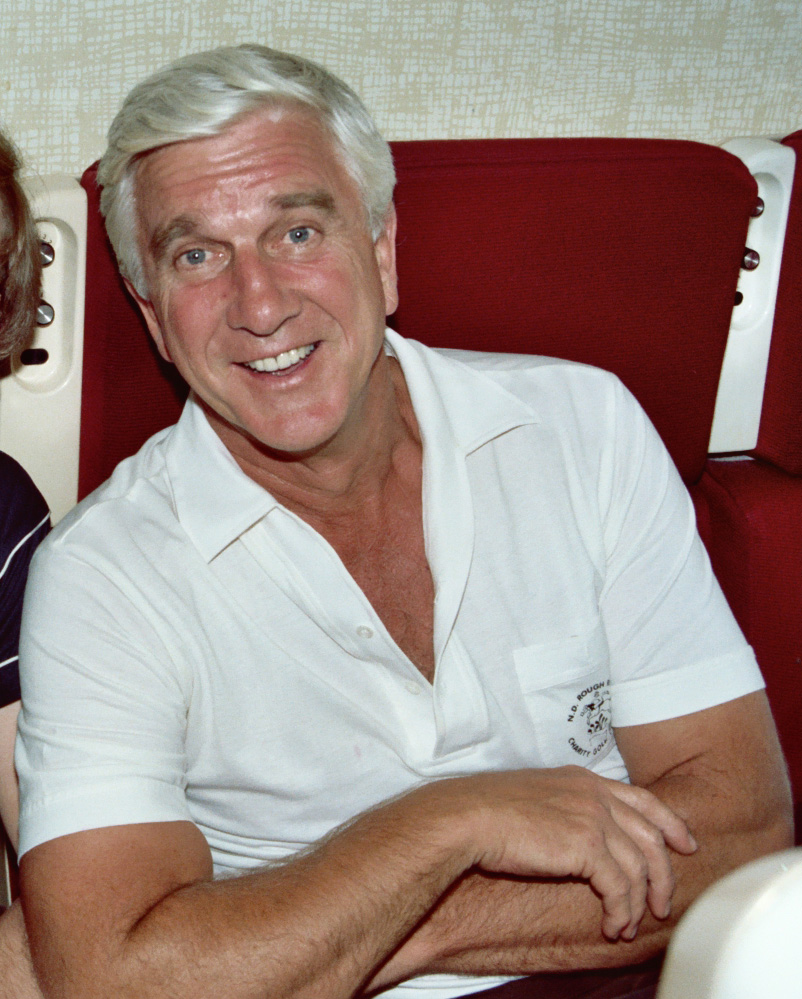
Канадский актер Лесли Нильсен

Среди deadpan-комиков Северной Америки можно выделить Энди Кауфмана, Лесли Нильсена, Билла Мюррея. В 1980-х и начале 1990-х американская киноиндустрия выпустила несколько популярных deadpan-комедий: «Аэроплан!», «Голый пистолет», «Горячие головы!».
С 2000-х приём активно используется в жанре «мокьюментари». В сериале «Офис» deadpan дополнялся разрушением четвертой стены — например, многозначительными взглядами в камеру. Персонаж Борат Сагдиев — вымышленный казахстанский журналист — пусть и наивно, но всё же невозмутимо отпускает расистские и шовинистские шутки.
В российском сериале «Моя прекрасная няня» на этом приёме построен персонаж дворецкий Константин в исполнении Бориса Смолкина.

## Список deadpan-комиков
Комики и актёры, которые использовали «deadpan» как часть своего репертуара, включают:
- Ричард Айоади[3]
- Ив Арден[4]
- Фред Армисен[5]
- Би Артур[6]
- Роуэн Аткинсон[7]
- Стефани Беатрис[8][9]
- Джейсон Бейтман[10]
- Х. Джон Бенжамин[11]
- Джек Бенни[12]
- Джо Брэнд[13]
- Тодд Бэрри[14]
- Эрик Верхейм[15]
- Зак Галифианакис[16][17]
- Дэйв Горман[18]
- Джим Гэффиган[19]
- Энди Дэйли[20]
- Ларри Дэвид[21]
- Джек Ди[22]
- Джеффри Джонс[23]
- Милтон Джонс[24]
- Стив Карелл[25]
- Джимми Карр[26]
- Джонатан Кац[27]
- Джейн Кертин[28]
- Крэйг Килборн[29]
- Бастер Китон[30]
- Джон Клиз[31]
- Стивен Кольбер[32]
- Тим Конуэй[33]
- Джек Леви[34]
- Стюарт Ли[35]
- Шон Лок[36]
- Ли Мак[37]
- Норм МакДональд[38][39]
- Деметри Мартин[40]
- Пол Мертон[41]
- Сара Милликен[42]
- Дэн Минц[43]
- Юджин Мирман[44]
- Диана Морган[45]
- Крис Моррис[46]
- Шазия Мырза[47][48][49]
- Билл Мюррей[50][51][52]
- Кумэйл Нанджиани[53][54][55]
- Лесли Нильсен[56]
- Тиг Нотаро[57]
- Боб Ньюхарт[58]
- Вирджиния О’Брайен[59]
- Ник Офферман[60]
- Карл Пилкингтон[61]
- Обри Плаза[50][62]
- Пэт Полсен[63]
- Стивен Райт[64][65]
- Рамеш Ранганатхан[66]
- Питер Селлерс[67]
- Майкл Сера[50]
- Сара Сильверман[68][69]
- Джон Стюарт[70]
- Кристен Уиг[25]
- Кристофер Уокен[71]
- Нейтан Филдер[72]
- Тим Хайдекер[15]
- Стив Харви[73]
- Митч Хедберг[74]
- Дэйв Хьюз[75]
- Джек Хэнди[76]
- Чеви Чейз[77]
- Ронни Чиэн[78]
- Бен Штейн[79]
- Дэн Эйкройд[80][81]